# گودی (مقام)

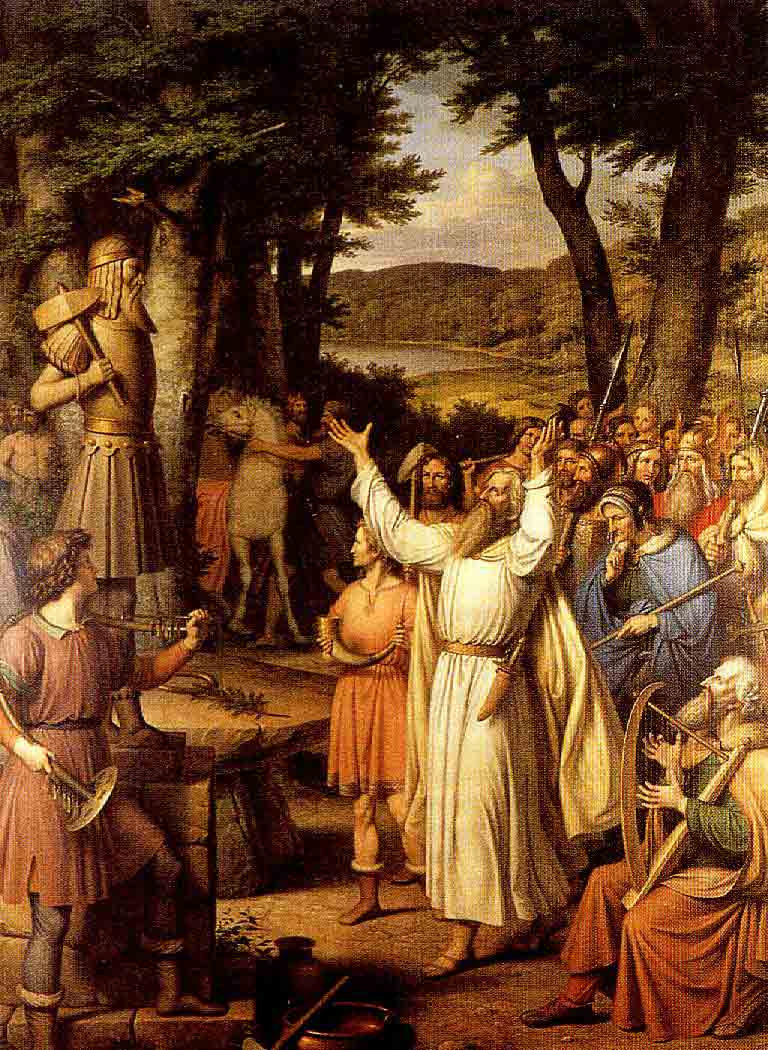
یک گودی مردم را به قربانی در پیشگاه تور فرامی‌خواند.اثر یوهان لودویگ لوند نقاش دانمارکی

گودی یا گوذی  یا گوثی (در زبان نورس باستان: guþi) مقامی سیاسی و اجتماعی در نزد دولت آزاد ایسلندی بود. این واژه در اصل در پاگانیسم جایگاهی مذهبی داشته و به مسئول برگزاری آیین‌ها و حافظ ساختار مذهبی گفته می‌شد ولی در قرون وسطای ایسلند یک مقام سیاسی ویژه بوده است. از دههٔ ۱۹۷۰ میلادی در نئوپاگانیسم ژرمنی از این واژه برای خطاب قرار دادن روحانیان استفاده می‌شود.

## ریشه‌شناسی
گودی از ریشه goð به معنای خدا (همریشه به God در انگلیسی) گرفته شده‌است. در ترجمه‌ٔ کتاب مقدس اولفیلاس به زبان گوتی، او از واژهٔ gudja به‌جای کشیش استفاده کرده است.